# Feel the love / Merry-go-round
Singles de Ayumi Hamasaki
L
(2010) Terminal
(2014)
Feel the love / Merry-go-round est le 51e single original de Ayumi Hamasaki sorti sous le label Avex Trax, en excluant ré-éditions, remixes, collaborations, singles digitaux, et son tout premier single sorti sous un autre label.

## Présentation
Le single sort le 25 décembre 2013 au Japon sous le label Avex Trax. C'est son premier single depuis 3 ans où elle avait sorti L en 2010. Il atteint la 5e place du classement de l'Oricon. Il se vend à 30 385 exemplaires la première semaine, et reste classé pendant six semaines, pour un total de 37 366 exemplaires vendus durant cette période. Feel the love et Merry-go-round se trouvent sur l'album Colours.

## Liste des titres
Toutes les paroles sont écrites par Ayumi Hamasaki.
| 1. | Feel the love (Original mix)                 |  |
| 2. | Merry-go-round (Original mix)                |  |
| 3. | Feel the love (DJ Hello Kitty remix)         |  |
| 4. | Feel the love (Blasterjaxx remix)            |  |
| 5. | Feel the love (Original mix -Instrumental-)  |  |
| 6. | Merry-go-round (Original mix -Instrumental-) |  |

| 1. | Feel the love (vidéo clip)                    |  |
| 2. | Merry-go-round (vidéo clip)                   |  |
| 3. | A interview (seulement sur l'édition TeamAyu) |  |